# Шант (телеканал)
«Шант» (арм. «Շանթ») — армянский частный телеканал, доступный также по спутниковому вещанию. Начал вещание в 1994-м году в Гюмри как региональный (для Ширакской области) после разрушительного землетрясения. С 2001 года вещает на всей территории Республики Армения и непризнанной НКР. Являясь изначально региональным, через 3–4 года после первого эфира в Ереване телеканал стал одним из популярнейших каналов столицы. В 2000-х годах «Шант» был партнёром российского телеканала «РЕН ТВ».

## История
Телеканал был создан в 1994-м году в г. Гюмри. Учредители — Артур Езекян и Армен Минас.
- 1995 г. — создание собственной газеты.
- 1995–1996 гг. — временное кодирование эфира по причине энергетического кризиса.
- С 1997 г. — производство сатирических скетчей и их распространение среди армянских общин мира.
- 1998 г. — основание собственной радиостанции.
- Март 2001 г. — начало вещания на Ереван.
- С 2007 г. — программы «Шанта» стали доступны также армянству США. После начала сотрудничества с лос-анджелесской телекомпанией «ArTN» спутниковое вещание «Шанта» охватило всю Северную Америку, а затем посредством бесплатных сетей «Основной кабельный» началось вещание канала на территорию Южной Калифорнии, благодаря чему армяне в Калифорнии впервые получили возможность смотреть программы армянского телевидения.
- С 2008 г. — началось также спутниковое вещание «Шанта», которое охватывает почти весь евразийский материк, за исключением Дальнего Востока.
- С 23 января 2011 г. — начал вещание программа «Армяне мира».

## Программы телеканала

### Информационные
- Горизонт (арм. Հորիզոն) — новостной блок телеканала.

### Общественно-политические
- Армянский мир (арм. Հայկական աշխարհ) — программа, рассказывающая об армянах вне Армении и об их деятельности
- Армяне мира (арм. Աշխարհի հայերը) — программа, рассказывающая об армянах вне Армении и об их деятельности.

### Развлекательные
- Утро на Шанте (арм. Առավոտը Շանթում) — информационно-развлекательная программа утреннего эфира телеканала.
- Кто хочет стать миллионером? (арм. Ո՞վ է ուզում դառնալ միլիոնատեր) — армянская версия «Who Wants to Be a Millionaire?».
- Армянская суперзвезда (арм. Հայ Սուպերսթար) — армянская версия «Pop Idol», часть франшизы «Idols».
- Икс фактор (арм. Իքս-Ֆակտոր) — армянская версия «The X Factor».

### Юмористические
- 32 зуба (арм. 32 ատամ) — юмористическая программа
- Vitamin Club (арм. Վիտամին քլաբ) — юмористическая программа
- Women`s Club (арм. Վումենս քլաբ) — юмористическая программа, созданная компанией Vitamin Production, или в прошлом  Vitamin Club (по стилю напоминает Comedy Woman).
- Лига Юмора (арм. Հումորի Լիգա) — юмористическое шоу, созданное компанией Funny Men Production, представляет собой юмористические соревнования между командами. Является симбиозом КВНа и украинского юмористического шоу Лига Смеха.
- Непоправимые (арм. Անուղղելիները) — юмористическая программа, или семейная комедия. Снят по мотивам сериала Верварацы в Семье, самого первого сериала в Армении.

### Познавательные
- Автошкерт (арм. Ավտոշքերթ) — программа об автомобилях.
- ДокИнфо (арм. Բուժ Ինֆո) — передача о здоровье человека.
- Мама готовит по-другому (арм. Մամայի Եփածը Ուրիշ է) — программа об кулинарии.

### Детские передачи
- Мой литтл Пони (арм. Իմ Լիթլ Պոնի) — мультик про дружбу пони.

Сейчас некоторые программы, указанные в списке не вещаются, из-за неактуальности в данный момент.

## Сериалы
- Удачливый
- Расплаты
- Секреты эдема
- Полнолуние
- Грезы
- Верварацы в семье, или нынешние Непоправимые (2005 — 2012)
- Западня (2008 — 2010)
- В армии (2009 — 2012)
- Студенты (2010)
- В городе (2012 — 2014)
- Незнакомец (2012 — 2013)
- Пленник любви (2013 — 2014)
- Маэстро (2013)
- Разбитые сердца (2013)
- Тени прошлого (2013 — 2014)
- Рада любви (2014 — 2015)
- Обзор Хопана (2015 — 2016)
- Чужая душа (2015 — 2016)
- Скрытая любовь (2016)
- Суррогатная мать (2016)
- Дневник Элен (2017 — 2019)
- Чужой (2017)
- Вдвоём (2019 — 2020)
- Пленник любви
- Обломки (2021 — 2022)

### Иностранные
- Невестка (арм. Հարսիկը)

## Shant Digital TV
Начиная с 2018, телеканал Шант начал выпускать премиум телеканалы, доступные за платную подписку в Ростелеком Армения, покупая телевизионные приставки Шант, доступные по приложению SHANT Digital TV (раннее название - Arm Tv's), скачивая официальное приложение, или получив подписку на их сайте.
На данный момент Шант настаивает в своём пакете 10 подобных каналов. Платная подписка позволяет также заполучить доступ к каналам H2, Kentron, Yerkir Media и другим.
| Название          | Описание |
| ----------------- | --- |
| Shant Premium HD  | Премиум-канал с новинками от телеканала Шант. |
| Shant Premium USA | Премиум-канал, который предназначен для американских телезрителей. |
| Shant Music       | Музыкальный канал с песнями из передач Arena Life, Hay Superstar, X-Factor, Армяне мира и других музыкальных передач Шант; также демонстрируются наиболее популярные в Интернете клипы. |
| Shant Serial      | Канал с наиболее популярными телесериалами производства телеканала Шант. |
| Shant News        | Круглосуточный новостной канал с новостями Армении и мира. |
| Shant Kids        | |
| Shant Sport       | |
| Shant Gyumri      | |
| Shant Comedy      | |
| Shant Film        | |